# 순천시·광양시·곡성군·구례군 을
순천시·광양시·곡성군·구례군 을은 대한민국의 국회의원 선거구이다. 전라남도 순천시의 일부와 광양시, 곡성군, 구례군 일대를 관할한다. 현직 국회의원은 더불어민주당의 권향엽이다.

## 역사
대한민국 제21대 국회의원 선거를 앞두고 순천시 선거구가 인구 증가로 분구가 검토되는 상황이었다. 하지만 선거구 개편 과정을 거치면서 순천시를 분구하는 대신 해룡면을 떼어내 기존의 광양시·곡성군·구례군 선거구와 합치는 방안이 확정되었다. 따라서 순천시·광양시·곡성군·구례군 갑 선거구는 해룡면을 제외한 순천시 전 지역을, 순천시·광양시·곡성군·구례군 을 선거구는 순천시 해룡면과 광양시, 곡성군, 구례군을 관할하게 되었다.
순천시 유권자들은 이에 제21대 국회의원 선거 전라남도 순천시 선거구 획정 헌법소원을 제기했으나 기각되었다. 이후 제22대 국회의원 선거를 앞두고 실시된 선거구 획정에서도 본 선거구는 유지되었다.

## 관할 구역
| 대수  | 관할 구역                                         |
| ----- | ------------------------------------------------- |
| 21대~ | 순천시 해룡면 광양시 일원 곡성군 일원 구례군 일원 |

## 역대 국회의원
| 선거   | 정당 | 정당         | 의원   |
| ------ | ---- | ------------ | ------ |
| 2020년 |      | 더불어민주당 | 서동용 |
| 2024년 |      | 더불어민주당 | 권향엽 |

## 역대 선거 결과

### 대한민국 제21대 국회의원 선거
|  | 64.75% |

|  | 24.08% |

|  | 4.33% |

|  | 2.93% |

|  | 2.44% |

|  | 1.01% |

|  | 0.43% |

### 대한민국 제22대 국회의원 선거
|  | 70.09% |

|  | 23.66% |

|  | 6.23% |

## 같이 보기
- 전라남도의 선거구
- 순천시의 국회의원
- 광양시의 국회의원
- 곡성군의 국회의원
- 구례군의 국회의원